# Jan Tříska
Jan Tříska, né le 4 novembre 1936 à Prague et mort le 25 septembre 2017 à Prague, est un acteur tchécoslovaque, puis tchèque.

## Biographie
Acteur de théâtre et au cinéma dans son pays natal, Jan Tříska émigre aux États-Unis à la fin des années 1970 après avoir signé la Charte 77. Il y poursuit sa carrière d'acteur, apparaissant notamment dans Osterman week-end (1983), 2010 : L'Année du premier contact (1984), Karaté Kid 3 (1989), Larry Flynt (1996), Un élève doué (1998) et Ronin (1998). 
Il retourna à plusieurs reprises en République tchèque après la Révolution de Velours pour y tourner des films et est nommé trois fois (1995, 2005 et 2006) au Lion tchèque du meilleur acteur ou du meilleur acteur dans un second rôle
Marié avec l'actrice Karla Chadimová, il a eu deux filles.
Il meurt d'un traumatisme lié à une chute le 25 septembre 2017 à 80 ans.

## Filmographie

### Cinéma
- 1981 : Ragtime de Miloš Forman : l'envoyé spécial
- 1981 : Reds de Warren Beatty : Karl Radek
- 1981 : L'Homme de Prague (The Amateur) de Charles Jarrott : Rodzenko
- 1983 : Le Retour des agents très spéciaux : Vaselievitch
- 1983 : Osterman week-end (The Osterman Weekend) de Sam Peckinpah : Andrei Mikalovich
- 1983 : Retour vers l'enfer (Uncommon Valor) de Ted Kotcheff : Gericault
- 1984 : 2010 : L'Année du premier contact (2010 The Year We Make Contact) de Peter Hyams : Alexander Kovalev
- 1984 : Faut pas en faire un drame (Unfaithfully Yours) de Howard Zieff
- 1988 : L'Arme absolue : Capt. Valery
- 1989 : Karaté Kid 3 : Milos
- 1990 : Loose Cannons : Steckler
- 1991 : L'École élémentaire (Obecná škola) de Jan Svěrák : Igor Hnizdo
- 1993 : Pas de vacances pour les Blues (Undercover Blues) de Herbert Ross : Axel
- 1996 : Larry Flynt : l'assassin
- 1998 : Un élève doué de Bryan Singer : Isaac Weiskopf
- 1998 : Ronin : Dapper Gent
- 2000 : Les Âmes perdues (Lost Souls) de Janusz Kamiński : Melvin Szabo
- 2003 : Želary : le vieux Gorcik

### Télévision
- 1982 : Falcon Crest (série télévisée, saison 2 épisode 9) : Dr Karl Edsen
- 1983 : L'Île fantastique (série télévisée, saison 6 épisode 22) : Emil Remick
- 1985 : Supercopter (série télévisée, saison 2 épisode 12) : Lt. Cmdr. Leoni Zlrukov
- 1987 : Les Incorruptibles de Chicago (série télévisée, saison 2 épisode 9) : Vasi
- 1990 : Code Quantum (série télévisée, saison 2 épisode 19) : Laszlo Panzini
- 1990 : Rick Hunter (série télévisée, saison 7 épisodes 1 et 2) : Nicholae Janosch
- 1994 : World War II: When Lions Roared (téléfilm) : Viatcheslav Molotov
- 1997 : Highlander (série télévisée, saison 5 épisode 11) : Nicolae Breslaw
- 1999 : L'Immortelle (série télévisée, saison 1 épisode 18) : Nicolae Breslaw
- 2000 : Secret Agent Man (série télévisée, saison 1 épisode 8) : Dr Yurov